# 二硫化铌
二硫化铌 是一种无机化合物 ，化学式 NbS2。 它是黑色的层状固体，与其他的过渡金属二氧族元素化物单分子层相比，它可以剥落成超薄的灰色片状层。这些层表现出超导性，其中的转变温度从大约是 2至6 K。层的厚度是 6至12 nm，然后随着厚度增加而饱和。 